# Die Rückkehr der Zauberer vom Waverly Place
Die Rückkehr der Zauberer vom Waverly Place (Originaltitel: The Wizards Return: Alex vs. Alex) ist ein US-amerikanischer Fernsehfilm aus dem Jahr 2013. Er basiert auf der Disney-Fernsehserie Die Zauberer vom Waverly Place und bildet eine Fortsetzung zu dieser. Die Premiere fand am 15. März 2013 auf dem amerikanischen Disney Channel statt.

## Handlung
Alex Russo und ihre Familie und Freunde reisen in die Toskana, Italien, um Jerrys längst verloren geglaubte Verwandte zu besuchen. In Italien trifft Alex auf den charismatischen Zauberer Dominic, der Gefühle für sie entwickelt, jedoch ein dunkles Geheimnis hütet. Alex will ihrer Familie beweisen, dass sie eine wahre Zauberin sein kann, doch versehentlich spricht sie einen Zauber aus, der eine Doppelgängerin von ihr entstehen lässt. Nun gibt es zwei Alex: eine Gute und eine Böse. Doch die böse Alex will mit Hilfe von Dominic die Welt erobern, indem sie alle Sterblichen in Perlen gefangen halten. Dies muss die gute Alex mit ihren Freunden verhindern, dies ist jedoch schwer, da die böse Alex ihre Familie ebenfalls in Perlen gefangen hält. Es kommt zu einem spektakulären Showdown zwischen der guten und der bösen Alex auf dem Schiefen Turm von Pisa.

## Produktion
Nachdem die Serie Die Zauberer vom Waverly Place Anfang Januar 2012 mit dem Serienfinale beendet wurde, erwähnte die Serienhauptdarstellerin Selena Gomez im September 2012 die Möglichkeit eines Reunionfilms. In diesem sollten alle aus der Serie bekannten Hauptdarsteller auftreten. Doch aufgrund Terminproblemen stand David Henrie nicht für Dreharbeiten zur Verfügung. Für das Special nahmen Selena Gomez und Jennifer Stone zusammen ein Lied auf. Die Dreharbeiten dauerten knapp einen Monat und fanden in Kalifornien statt. Neben den sechs aus der Serie bekannten Darstellern, wurde Beau Mirchoff für die Rolle des bösen Zauberers Dominic gecastet.

## Besetzung und Synchronisation
| Rolle                | Darsteller           | Synchronsprecher     |
| -------------------- | -------------------- | -------------------- |
| Alex Russo           | Selena Gomez         | Gabrielle Pietermann |
| Max Russo            | Jake T. Austin       | Maximilian Belle     |
| Harper Finkle        | Jennifer Stone       | Farina Brock         |
| Mason Greyback       | Gregg Sulkin         | Roman Wolko          |
| Dominic              | Beau Mirchoff        | Tim Schwarzmaier     |
| Theresa Larkin-Russo | Maria Canals-Barrera | Kathrin Simon        |
| Jerry Russo          | David DeLuise        | Oliver Mink          |

## Veröffentlichung
Am 24. Januar 2013 gab Disney Channel bekannt, dass das Special am 15. März 2013 in den USA ausgestrahlt wird. Am selben Tag wurde auch ein erster Trailer veröffentlicht. Die US-amerikanische Premiere wurde von 5,87 Millionen Zuschauern verfolgt.
Die deutsche Erstausstrahlung erfolgte am 1. Juni 2013 auf dem deutschen Disney Channel.